# Carex squarrosa
Carex squarrosa är en halvgräsart som beskrevs av Carl von Linné. Carex squarrosa ingår i släktet starrar, och familjen halvgräs. Inga underarter finns listade i Catalogue of Life.

## Bildgalleri

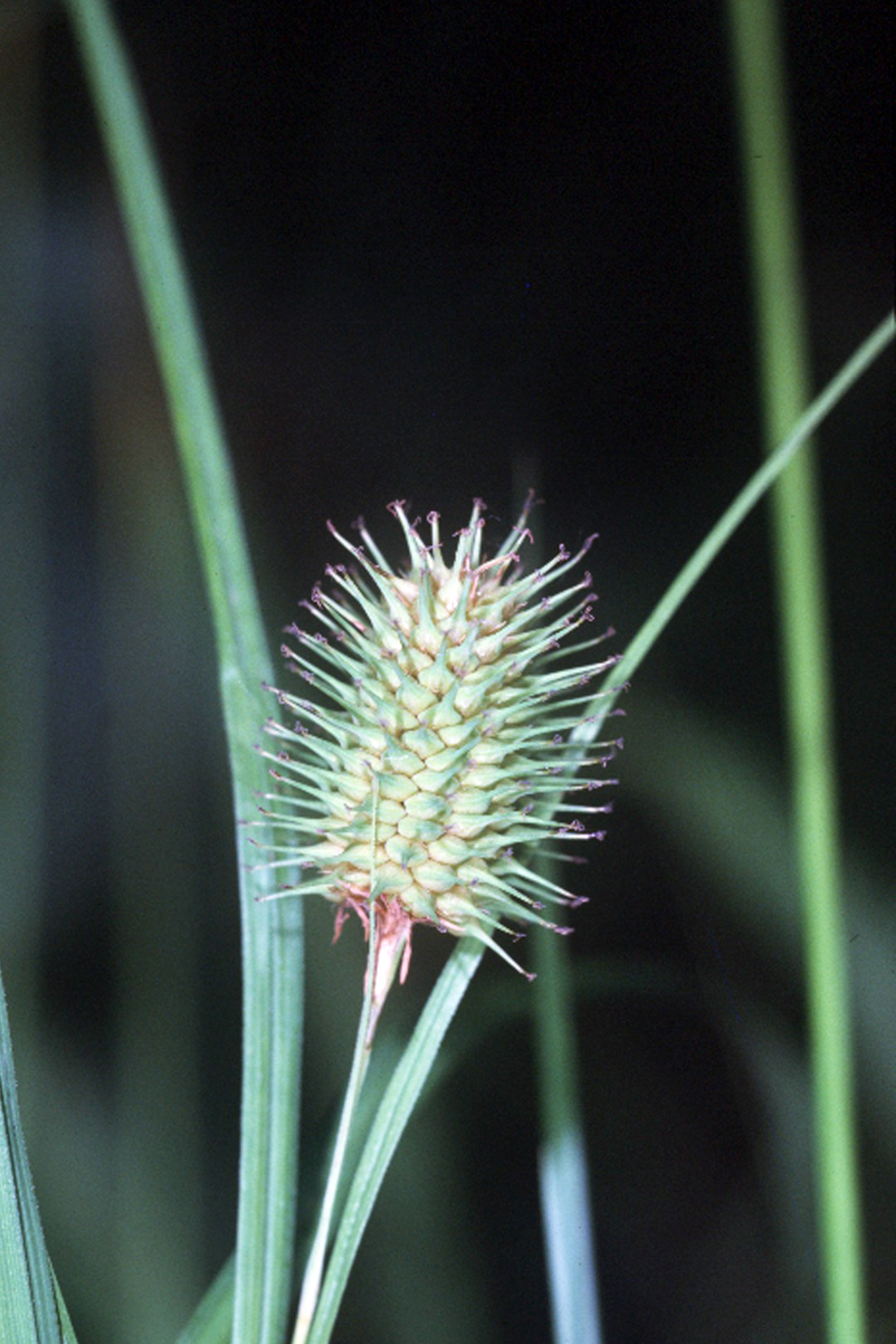